# Dauelsen
Dauelsen ist ein Stadtteil der Stadt Verden (Aller) im niedersächsischen Landkreis Verden und liegt in deren Norden am Rand der Achim-Verdener Geest. Zu Dauelsen gehört die südlich gelegene, früher eigenständige Gemeinde Halsmühlen am Halsebach, sowie die Ortschaft Eissel.

## Geschichte
Erste urkundliche Erwähnung des Namens Dauelsen fand sich bereits Anfang des 10. Jahrhunderts.
Die ersten Anzeichen menschlicher Aktivität sind etwa 10.000 Jahre alt, allerdings lässt sich eine Besiedlung erst für ca. 4000 vor Christus sicher durch einige kleine Funde nachweisen. Zahlreiche Hügelgräber in der Region zeugen eindeutig von einer Besiedlung in der Bronzezeit. Auf Grund der Lage der Hügelgräber und der Tatsache, dass diese meist 600 m von der nächsten Siedlung entfernt waren, ergibt sich eine ungefähre damalige Siedlungslage, die fast genau der heutigen Ortschaft entspricht. Auch zur Zeit der römischen Herrschaft, also um Christi Geburt, gibt es Hinweise (von Claudius Ptolomaeus) auf Siedlungen im Gebiet Thuliphurdiums, das später einmal Verden werden sollte. Gegen Ende des 4. Jahrhunderts nach Christus allerdings gibt es keinerlei Zeugnisse mehr von der Existenz einer Siedlung im Bereich des heutigen Ortes. Daher wird angenommen, dass die Siedlung zu dieser Zeit aus nicht eindeutig klärbaren Gründen aufgegeben wurde.
In Dauelsen, Gemarkung Leutfeld, befand sich eines der Mythenprojekte von Alfred Rosenberg und nachher von Heinrich Himmler, Reichsführer SS und Chef der Deutschen Polizei, der Sachsenhain. 1934–1936 als SS-Kultstätte, vom Reichsarbeitsdienst und örtlichen Baufirmen unter Mithilfe lokaler Handwerksbetriebe errichtet, verlor er bald wieder an Bedeutung. Getragen wurde der Sachsenhain von der SS und der Forschungsgemeinschaft Deutsches Ahnenerbe.
Neben Braunschweig und Quedlinburg wurde hier eine sog. Thingstätte für die 4500 angeblich von Karl dem Großen hingerichteten Sachsen errichtet.
Am 1. Juli 1972 wurde Dauelsen in die Kreisstadt Verden eingegliedert.

## Politik

### Ortsrat
Der Ortsrat, der den Ortsteil Dauelsen vertritt, setzt sich aus elf Mitgliedern zusammen. Die Ratsmitglieder werden durch eine Kommunalwahl für jeweils fünf Jahre gewählt.

Bei der Kommunalwahl 2021 ergab sich folgende Sitzverteilung:
| Ortsrat 2021Insgesamt 11 Sitze - SPD: 4 - Grüne: 2 - FDP: 1 - CDU: 4 |

### Ortsbürgermeisterin
Ortsbürgermeisterin ist Sabine Patzer-Janssen (CDU).

## Kultur und Sehenswürdigkeiten
- In der historischen Mitte von Dauelsen befindet sich ein Fachwerkhaus aus dem Jahre 1823 das früher als Schul- und Lehrerwohnhaus diente.[4]
- Im Ortsteil Dauelsen befindet sich der Sachsenhain und in dessen unmittelbarer Umgebung der Evangelische Jugendhof Sachsenhain.
- Am Ortsrand befindet sich eine Pflegestation für kranke oder verletzte Störche.

### Vereine

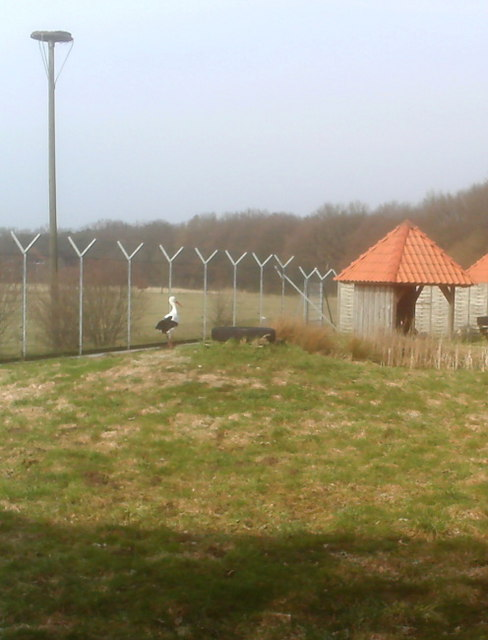
Storchenpflegestation

Vereine in Dauelsen sind ein Sportverein (TSV Dauelsen), ein Schützenverein (SV Dauelsen), der durch den Bogenschützen Sebastian Rohrberg bekannt ist, sowie ein Heimat- und Kulturverein (Altes Schulhaus Dauelsen e. V.). Außerdem besteht die Freiwillige Feuerwehr Dauelsen.

## Wirtschaft und Infrastruktur

### Unternehmen
Zurzeit befindet sich der Neubau eines Industriegebietes an der Autobahnanschlussstelle Nord in der Planungsphase, ebenso ein Mischgebiet (Industrie- und Wohngebiet) in der Ortsmitte.

### Bildung
Dauelsen ist Standort der Berufsbildenden Schule des Landkreises Verden (BBS Verden) und der Grundschule am Sachsenhain sowie zweier Kindergärten.

### Verkehr
Dauelsen ist an das Netz des ÖPNVs angeschlossen. Es führen Buslinien unter anderem nach Bremen (Weser-Ems-Bus), Rotenburg (Wümme) (Weser-Ems-Bus) oder nach Verden. In Dauelsen befindet sich einer von zwei Autobahnanschlüssen Verdens (Verden Nord) an die A27. Durch den Ort verlaufen Bahnlinien Richtung Bremen, Rotenburg (Wümme) und Uelzen. Für die Zukunft wird zudem die Errichtung eines Haltepunkts für die Regio-S-Bahn Bremen/Niedersachsen diskutiert.